# Новоивановка (Ореховский район)
Новоива́новка (укр. Новоіванівка) — село,
Новоивановский сельский совет,
Ореховский район,
Запорожская область,
Украина.
Код КОАТУУ — 2323985001. Население по переписи 2001 года составляло 822 человека.
Является административным центром Новоивановского сельского совета, в который, кроме того, входят сёла
Дружное,
Дудниково и
Кущовое.

## Географическое положение
Село Новоивановка находится на расстоянии в 2 км от села Кущовое.
По селу протекает пересыхающий ручей с запрудой.

## История
- 1865 год — дата основания государственными крестьянами села Новоивановка.

## Экономика
- «Довира», ООО.

## Объекты социальной сферы
- Школа.
- Детский сад.
- Дом культуры.
- Участковая больница.

## Достопримечательности
- Братская могила 33 советских воинов.